# Aghvan Grigoryan
Aghvan Grigoryan (in armeno Աղվան Գրիգորյան?; Gyumri, 11 febbraio 1969) è un sollevatore armeno.

## Biografia
Fu portabandiera per il suo paese alla cerimonia di apertura dei Giochi olimpici di Atlanta 1996. Trattandosi della prima partecipazione dell'Armenia ai Giochi olimpici, è stato pertanto il primo portabandiera olimpico nella storia dell'Armenia indipendente. In quell'edizione dei Giochi gareggiò nella categoria fino a 99 kg concludendo la gara all'ottavo posto con 380 kg complessivi sulle due alzate.